# Polyrhachis barretti
Polyrhachis barretti é uma espécie de formiga do gênero Polyrhachis, pertencente à subfamília Formicinae.